# Nogaity
Nogaity (kaz. Ноғайты, ros. Ногайты) – wieś w Kazachstanie, w Obwodzie mangystauskim. W 2009 roku wieś liczyła 266 mieszkańców.